# Opisthoproctus
Opisthoproctus is een geslacht van straalvinnige vissen uit de familie van hemelkijkers (Opisthoproctidae). Het geslacht is voor het eerst wetenschappelijk beschreven in 1888 door Vaillant.

## Soorten
- Opisthoproctus soleatus Vaillant, 1888 – Hemelkijker